# Драмарецкая, Оксана Валерьевна
Оксана Валерьевна Драмарецкая (укр. Оксана Валеріївна Драмарецька; род. 30 сентября 1971, село Саварка, Киевская область) — украинский дипломат. Чрезвычайный и полномочный посол Украины в Мексике (2020—2025). Чрезвычайный и полномочный посланник первого класса (23 декабря 2022).

## Биография
Родилась 30 сентября 1971 года в селе Саварка, Богуславского района Киевской области. Окончила Киевский национальный университет имени Тараса Шевченко, славистика; Украинский государственный университет финансов и международной торговли, международное право.
На дипломатической службе с мая 1995 года. Работала на различных должностях в центральном аппарате Министерства иностранных дел Украины, Администрации президента Украины, Посольствах Украины в Итальянской Республике, Республике Хорватия, Боснии и Герцеговине.
С 2016 по 2020 годы — генеральный консул Украины в Барселоне.
С 12 августа 2020 по 21 июля 2025 года — чрезвычайный и полномочный посол Украины в Мексиканских Соединённых Штатах.
С 6 октября 2021 по 21 июля 2025 года — чрезвычайный и полномочный посол Украины в Республике Панама по совместительству.
С 6 октября 2021 по 21 июля 2025 года — чрезвычайный и полномочный посол Украины в Белизе по совместительству.
С 6 октября 2021 по 21 июля 2025 года — чрезвычайный и полномочный посол Украины в Республике Гватемала по совместительству.
С 6 октября 2021 по 21 июля 2025 года — чрезвычайный и полномочный посол Украины в Республике Коста-Рика по совместительству.
Помимо украинского и русского, владеет испанским, итальянским, английским, сербским и хорватским языками.

## Отличия
- Благодарность мэра Валенсии (2020)[9]